# 389-та стрілецька дивізія
389-та стріле́цька диві́зія — військове з'єднання в СРСР в роки Другої Світової війни.
Дивізія сформована в жовтні 1941 року у складі 53-ї Армії Середньоазіатського військового округу. В діючій армії з травня 1942 року по травень 1945 року.
389-та стрілецька дивізія особливо відзначилась на початку січня 1944 року під час визволення Бердичева від німецьких військ, за що їй було присвоєне почесне найменування «Бердичівська».